# Mahanoro
Mahanoro, grad s 36 917 stanovnika u sredini Madagaskara, u Provinciji Toamasina i Regiji Atsinanani, upravno središte istoimenog Distrikta Mahanoro.
Većinsko stanovništvo ove ruralne općine (kaomina) su pripadnici malgaškog naroda Betsimisaraka.

## Povijest
Mahanoro se kao grad u današnjem smislu te riječi počeo formirati početkom 20. stoljeća kad je odabran za upravno središte toga kraja, u doba francuske kolonijalne uprave. Tad su izgrađene prve čvrste građevine od cigle za smještaj uprave i policije, škola, ambulanta, crkva, trgovine i ceste. Zbog iznimno jakih ciklona grad ni danas nema izražen urbani izgled, jer su sve zgrade niske. Naselje je malo udaljeno od Indijskog oceana, pojasom šume zbog jakih vjetrova. Većina njegovih stanovnika živi u kolibama bez vode i struje.Preko 50% stanovnika su djeca školskog uzrasta, tako da općina Mahanoro ima trideset javnih i privatnih osnovnih i šest srednjih škola od kojih je jedna javna.
Danas Mahanoro ima jednu javnu bolnicu, par privatnih klinika, jednu shellovu benzinsku postaju, puno malih trgovina, nogometno igralište i jedan hotel. Stanovnici su vrlo siromašni. Za ilustraciju plaća zaposlenika u hotelu je 25 000 malgaških ariarija mjesečno, a to je svega 8 eura.

## Geografska i klimatska obilježja
Mahanoro se nalazi u sredini istočne obale Madagaskara. Smješten je na obalnoj močvarnoj ravnici uz obale Indijskog oceana na nekoj vrsti otoka, jer se desetak kilometara južno nalazi estuarij rijeke Mangoro dok je 32 km sjeverno delta rijeke Istočna Mahajamba. 
Klima je tipična tropska sa stalnim dnevnim kišama i visokim temperaturama tijekom cijele godine. Od rujna do studenog traje najsušnije razdoblje, dok od veljače do travnja padne najviše oborina (prosječna godišnja količina oborina je 3254 mm). Prosječna dnevna temperatura je relativno konstantna cijelu godinu, iako je malo hladnije u srpnju i kolovozu kad je prosječna temperatura oko 24°C. Nešto toplije je u siječnju i veljači kad temperature dosežu u prosjeku 30°C. Sezona uragana traje od siječnja do travnja.

## Gospodarstvo i promet
Mahanoro je udaljen oko 244 km u pravcu juga od provincijskog središta Toamasine i oko 306 km od glavnog grada Antananariva. Prometno je vrlo izoliran, jer preko rijeka nema mostova (samo skele) dok je jedina pouzdana i ekonomična veza s ostatkom zemlje umjetni vodeni kanal Pangalanes dug oko 600 km. Njim je moguće otploviti do Toamasine na sjever, a do grada Farafangane na jug Madagaskara.Grad posjeduje malu zračnu luku (IATA: VVB ICAO: FMMH).
Ribolov po moru ili uz kanal Pangalanes i poljoprivreda na malim obiteljskim imanjima gdje se uzgaja većinom riža najvažnije su gospodarske grane u gradu i okolini.Iako ima vrlo dobre uvjete za razvoj balnearnog turizma, on je još uvijek u povojima zbog velike prometne izoliranosti.

## Vanjske poveznice
- Fotografije iz Mahanora na portalu Blog de JFD[neaktivna poveznica]